# Asthenes humicola
Asthenes humicola é uma espécie de ave da família Furnariidae.
Pode ser encontrada nos seguintes países: Argentina e Chile.
Os seus habitats naturais são: matagal árido tropical ou subtropical e matagal tropical ou subtropical de alta altitude.